# ستيفن هاريس (لاعب كرة قدم أمريكية)
ستيفن هاريس (بالإنجليزية: Steven Harris)‏ هو لاعب كرة قدم أمريكية أمريكي، ولد في 10 نوفمبر 1981.